# かなや丸 (3代)
かなや丸は、東京湾フェリーが運航しているフェリー。本項目では1992年就航の3代目を取り扱う。

## 概要
新浜造船所で建造され、1992年4月に久里浜 - 金谷航路に就航した。

### 就航航路
- 久里浜港 - 金谷港

2010年の減便以降はしらはま丸 (2代)と2隻で就航している。

## 設計
船体は4層構造で、上部から遊歩甲板、上部旅客甲板、下部旅客甲板、車両甲板となっている。下部旅客甲板の後部は乗用車搭載区画となっており、バリアフリー対応や多客時等に車両を搭載する。車両甲板の前後にランプを装備するが、船尾のランプは左舷側にオフセットされている。下部旅客甲板の乗用車搭載区画へは舷側から岸壁に設けられたスロープで車両を搭載する。

## 船内
操舵室の後部に貸し切りのグリーン室、上部旅客甲板に売店および軽食を提供するスナックが設置されている。また、房総半島のゴルフ場へ向かうゴルフ客の利便を図るため、下部旅客甲板の船室外にゴルフバッグ置き場が設けられている。

### 船室
- 一般席
- グリーン室（20名）

### 設備
パブリックスペース
- ラウンジ

供食・物販設備
- 売店
- スナック
- 自動販売機